# Каламкарасу
Каламкарасу (каз. Қаламқарасу) — село в Джангельдинском районе Костанайской области Казахстана. Административный центр Каламкарасуского сельского округа. Код КАТО — 394253100.

## Население
В 1999 году население села составляло 537 человек (272 мужчины и 265 женщин). По данным переписи 2009 года, в селе проживали 402 человека (196 мужчин и 206 женщин).